# Observatorio de Sonneberg
El observatorio de Sonneberg (Sternwarte Sonneberg en alemán, Sonneberg Observatory) es un observatorio astronómico situado en Sonneberg en la región de Turingia en Alemania.
Fue fundado en 1925 por Cuno Hoffmeister y fue la sede de la Academia de Ciencias durante la existencia de la República Democrática Alemana.